# Kínai férfi jégkorong-válogatott
A kínai férfi jégkorong-válogatott Kína nemzeti csapata, amelyet a Kínai Jégkorongszövetség irányít. A válogatott jelenleg az IIHF-világranglista 26. helyén található (2022).
A válogatott története során még sosem szerepelt A divíziós világbajnokságon, legjobb világbajnoki helyezésüket 1982-ben érték el amikor tizenötödik helyen végzett a csapat.
 A kínai válogatott egyszer szerepelt téli olimpián; 2022-ben a hazai rendezésű tornán tizenkettedik helyen végzett a csapat. 2023-tól a divízió I/B világbajnokságon szerepel a csapat.

## Eredmények
1920 és 1968 között a téli olimpia minősült az az évi világbajnokságnak is. Ezek az eredmények kétszer szerepelnek a listában.

### Világbajnokság
- 1972– – nem jutott ki az élvonalbeli világbajnokságra

### Olimpiai játékok
- 1920–2018 – nem jutott ki
- 2022 – 12. hely